# Winterfeldtplatz

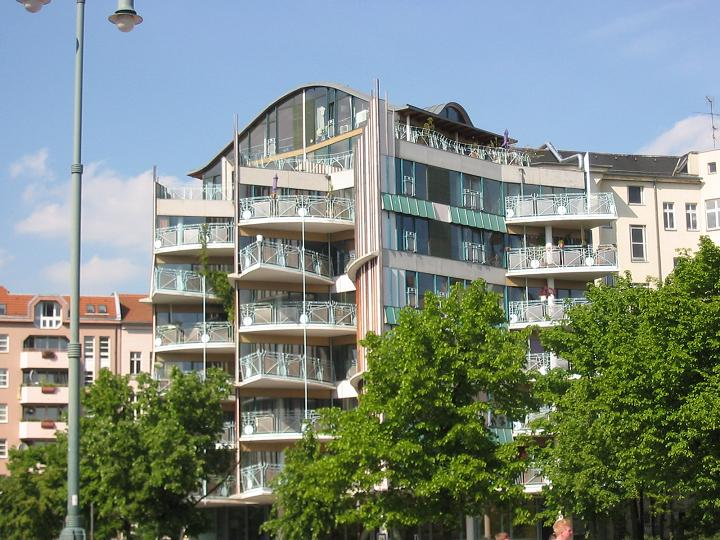
Woning van Hinrich Baller uit 1999

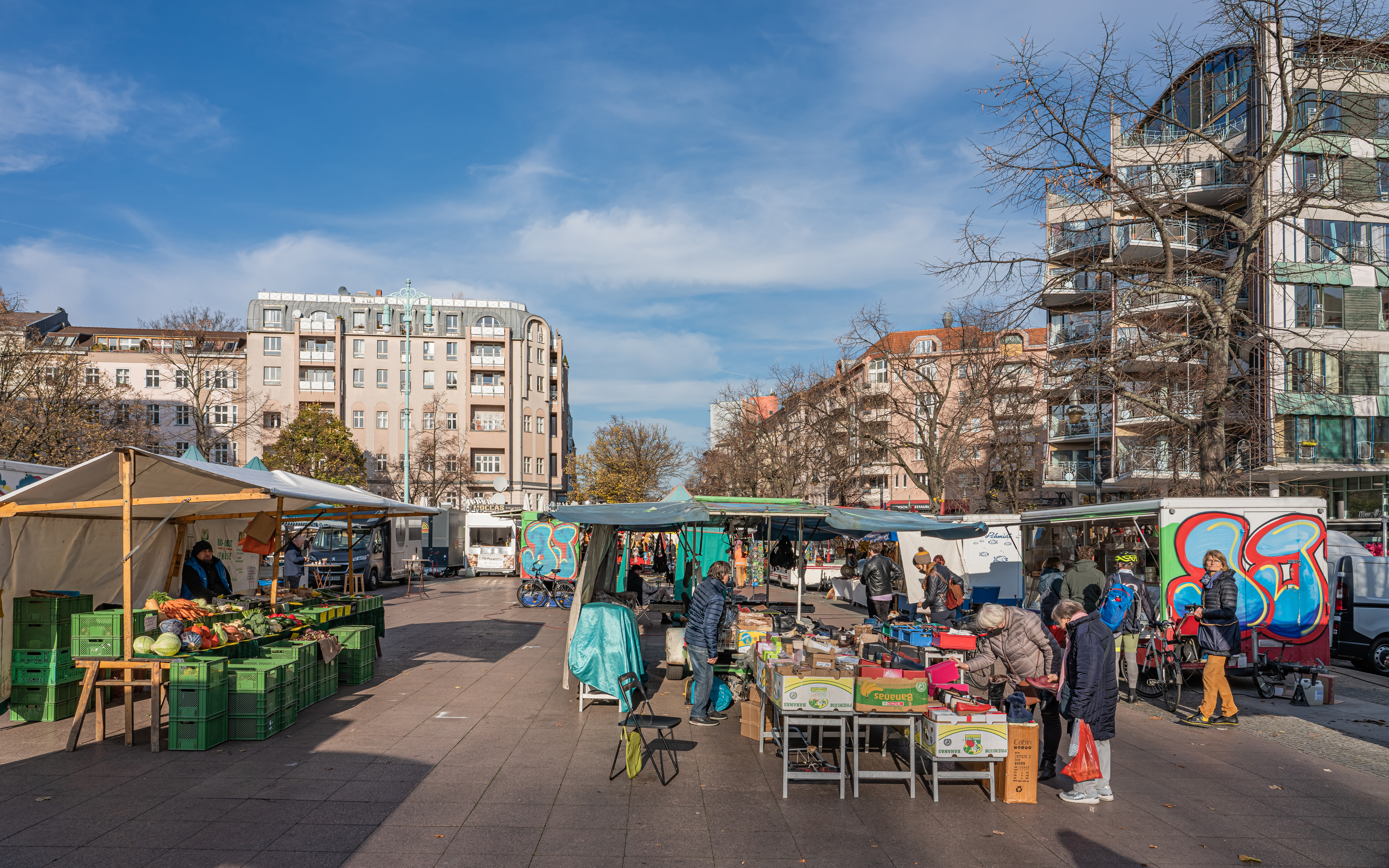
Markt op de Winterfeldtplatz

De Winterfeldtplatz is een marktplein in het noorden van het Berlijnse stadsdeel Schöneberg. Het langgerekte plein meet ongeveer 280 × 80 meter. Het plein evenals de aan de noordzijde aangrenzende straat werden in 1893 vernoemd naar de Pruisische luitenant-generaal Hans Karl von Winterfeldt, een persoonlijke vriend van koning Frederik II. Op de zuidkant bevindt zich de vrijstaande 19e-eeuwse St. Matthiaskerk, die het plein domineert. De westelijke en oostelijke zijde van het plein hebben ook een eigen straatnaam, respectievelijk de Goltzstrasse en de Gleditschstrasse.
Het plein is de locatie van de grootste Berlijnse markt. Elke woensdag en elke zaterdag vindt er een markt van verse producten plaats.
De Winterfeldtplatz is via de Maaßenstraße met de 200 meter noordelijker gelegen Nollendorfplatz verbonden waar in het gelijknamige metrostation de lijnen U1, U2, U3 en U4 halt houden.

## Geschiedenis
Het "plein C" uit het Hobrechtplan werd in 1862 gepland en in 1890 aangelegd en tot bij de eeuwwisseling bebouwd met woonhuizen en een rooms-katholieke kerk, de St. Matthiaskerk. De Nobelprijs-winnares Nelly Sachs werd in 1891 geboren in het huis Maaßenstraße 12 (gedenkplaat) en de dirigent Wilhelm Furtwängler in 1886 in de woning Maaßenstraße 1 (gedenkplaat).
Over het plein liep de stadsgrens. Het oostelijk deel hoorde toen bij Berlijn en het westelijke, tot bij de vorming van Groot-Berlijn in 1920, bij Schöneberg.
In de late jaren 1970 en de jaren 1980 waren verschillende gebouwen in de onmiddellijke omgeving van het plein gekraakt. Eén hiervan was het huis Winterfeldtstraße 25, waar ook thans nog de vroegere krakers zich verzetten tegen uitzetting door de huiseigenaar. Kiezers voor de groen-alternatieve lijst vormden hier in die periode de meerderheid. Na de sanering in de jaren 1990, zijn het plein en de omgeving een populair woongebied geworden.

## Horeca
In de aangrenzende straten als Winterfeldtstraße, Maaßenstraße, Pallasstraße en Goltzstraße zijn er traditionele kroegen en multiculturele eethuizen. Café Berio, Slumberland en het Habibi zijn al vele jaren (West)-Berlijnse instituten. Jaarlijks neemt het gastronomisch aanbod toe.
Naast de Hackeschen Markt, de Bergmannstraße, de Oderberger Straße, de Oranienburger Straße, de Oranienstraße, de Kollwitzplatz en de Simon-Dach-Straße is de Winterfeldtplatz een uitgaanscentrum van Berlijn. De nabijgelegen Nollendorfplatz is dan weer het centrum van de West-Berlijnse homoscene.